# OH YEAH!
「OH YEAH!」（オー イェー!）は、プリンセス プリンセスの9枚目のシングル。1990年4月21日にソニーレコードから発売された。

## 解説
- 同年4月から開催された全県ツアー「PANIC TOUR'90 パレードしようよ!!」の応援歌として制作された。
- オリジナルアルバムには未収録。

## 収録曲
（全作詞：中山加奈子　作曲：奥居香　編曲：プリンセス プリンセス）
1. OH YEAH! [4:08] 
  - ソニー カセットテープ「HF-X / UX」CMソング
2. パパ [5:14]
  - KDD「001」CMソング

## カバー

### OH YEAH!
- R’s with SLIME BALL - 2009年、CD『R’s rock!』

### パパ
- R’s with SLIME BALL - 2009年、CD『R’s rock!』
- つるの剛士 - 2013年、CD「つるのうたベスト」